# Nacionalni park Iguaçu
Nacionalni park Iguaçu (port.: Parque Nacional Iguaçu) je nacionalni park u jugozapadnom dijelu brazilske države Paraná, u blizini graničnog trokuta između Argentine, Paragvaja i Brazila; 17 km uzvodno od mjesta gdje se spajaju rijeke Paraná i Iguaçu. Od 1986. godine upisan je na UNESCO-ovu popisu mjesta svjetske baštine jer se u njemu nalazi jedan od najvećih i najdomljivijih slapova na svijetu, 2700 metara široki slapovi Iguazu na granici s Argentinom, koji čini glavnu turističku atrakciju. U njegovoj raskošnoj vegetaciji, nastaloj zahvaljujući bogatim oblacima vode sa slapova, obitavaju i mnoge ugrožene vrste biljaka i životinja, poput divovske vidre i divovskog mravojeda.
Park je utemeljen 10. siječnja 1939. godine i pokriva površinu od 185,262 ha, što ga čini jednim od najvećih zaštićenih područja Južne Amerike. Na jugu graniči s argentinskim nacionalnim parkom Iguazú. Oba imena su izvedena iz jezika naroda Guaraní i njihove riječi za "veliku vodu". Broj slapov varira od 150 do 300, ovisno o vodostaju rijeke Iguaçú. Najimpresivniji dio slapova je tzv. "Đavolje grlo" (Garganta do Diabo), gotovo kružni vodopad visok 80 m. Pored slapova tu se nalaze i druga mjesta velike bioraznolikosti, kao što su Poço Preto ("Crni bunar"), slap Macuco, ali i druge znamenitosti kao skulptura Santosa Dumonta, tzv. "oca zrakoplovstva" koji je najzaslužniji za osnutak parka, i Posjetiteljski centar.
Oko vodopada je suptropska šuma (koja pokriva 90% parka) s više od 2700 biljnih vrsta, među kojima dominiraju paprati, lijane i epifitne biljke (u donjim dijelovima); te brazilski bor, assai palma, divlja kokosova palma i lovor imbuya (Ocotea porosa) na višim dijelovima. U Parku žive brojne divlje životinje kao što su: vidre, mravojedi, tapiri, jaguari, pume, oceloti, pekariji i krokodili, dok se od ptica mogu pronaći ugrožene tinamuovke, harpija, Aburria jacutinga, tirkizna ara (Anodorhynchus glaucus) i papige amazonke.
U blizini parka je najveća hidroelektrana na svijetu, Hidroelektrana Itaipu, koja koristi rijeku Paranu.
Kada je lokalno stanovništvo 1999. godine izgradilo nezakonitu cestu koja je park presijecala napola, ugrožavajući prirodni svijet parka Iguacu, UNESCO je park smjestio na popis mjesta ugrožene svjetske baštine. Uskoro su državne vlasti zatvorile put i poduzele mjere zaštite, te je park uklonjen s popisa ugrožene baštine 2001. godine.
- Slap Iguaçu iz svemira
- Nacionalni park Iguaçu iz zraka
- Garganta do Diabo
- Cataratas brasileras
- Ugroženi leptir Dynamine artemisia ispred slapa Iguaçu

## Vajske poveznice
- Galerija fotografija  Arhivirana inačica izvorne stranice od 15. lipnja 2012. (Wayback Machine) na OUR PLACE the World Heritage collection
- UNEP-WCMC  Arhivirana inačica izvorne stranice od 10. srpnja 1997. (Wayback Machine)

### Ostali projekti
|  | Zajednički poslužitelj ima još gradiva o temi Nacionalni park Iguaçu |